# تپه چاررضا
تپه چاررضا مربوط به عصر مس و سنگ - مفرغ است و در شهرستان کرمانشاه، بخش مرکزی، دهستان میان دربند، ۱۷۰۰ متری غرب روستای باقرآباد واقع شده و این اثر در تاریخ ۷ خرداد ۱۳۸۷ با شمارهٔ ثبت ۲۲۸۲۲ به‌عنوان یکی از آثار ملی ایران به ثبت رسیده است.